# أم بوشة (قرية)
أم بوشة قرية من قرى مشروع الجزيرة في السودان، تقع في الجزء الشمالي الغربي من المشروع، تتبع لريفي محلية طابت محافظة الحصاحيصا، سكانها من قبيلة الدباسين التي تنحدر من أصل قبيلة الشكرية في منطقة البطانة. تعتبر المنطقة من المناطق الزراعية في مشروع الجزيرة، وتتصل بالعاصمة القومية عن طريق البر بوسط المشروع مباشرة أو عن طريق شارع عبر طابت الحصاحيصا إلى الخرطوم.
تتكون قرية ام بوشة من 1/ ام بوشة عبد الباقي (ام بوشة الغربية - الحلة الوراء) 2/ ام بوشة الصديق (ام بوشة الشرقية - الحلة القدام)3/ ام بوشة الشمالية (الريداب) 4/ ام بوشة أرباب (حلة ارباب).
أم بوشة الغربية (الحلة الوراء) موزعة إلى عدد من الفرقان وكلمة فريق بالعامية السودانية تعني فرقة من الناس تنتمي إلى أب واحد سكنوا في منطقة واحدة، وحاليا صار يطلق علي كلمة فريق بدلًا منها كلمة (حي) والحي معروف.

## التسمية
سميت قرية أم بوشة بهذا الاسم لأنها اشتهرت بالبوش، والبوش في العامية السودانية معروف وهو يعني الجمع من الناس الذي يجتمع في مناسبة الزواج فيقال ناس فلآن عندهم بوش أي يوجد لديهم وليمة زواج وقد اشتهر أهل هذه القرية بإقامة حفلآت الزواج والأعراس لفترات طويلة وأصبح البوش عندهم قد يمتدي لفترة الشهر واطلق علي المنطقة اسم ام بوشة من عادة البوش التي كانت تقام فيها وام بوشة أي المنطقة التي بها البوش والأعراس التي تمتد لفترات طويلة.